# Volksschule Basler Gasse

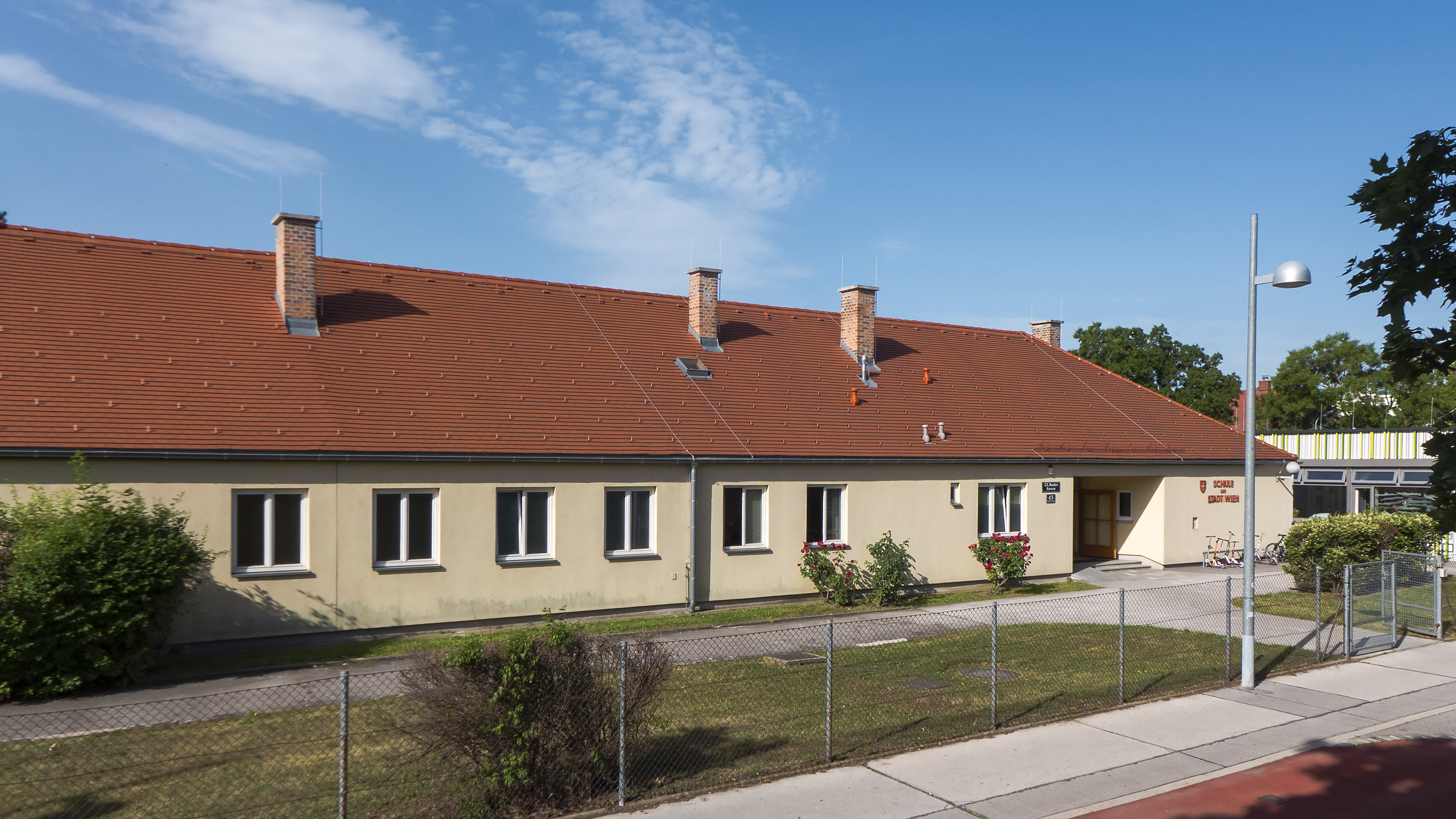
Volksschule Basler Gasse in Siebenhirten

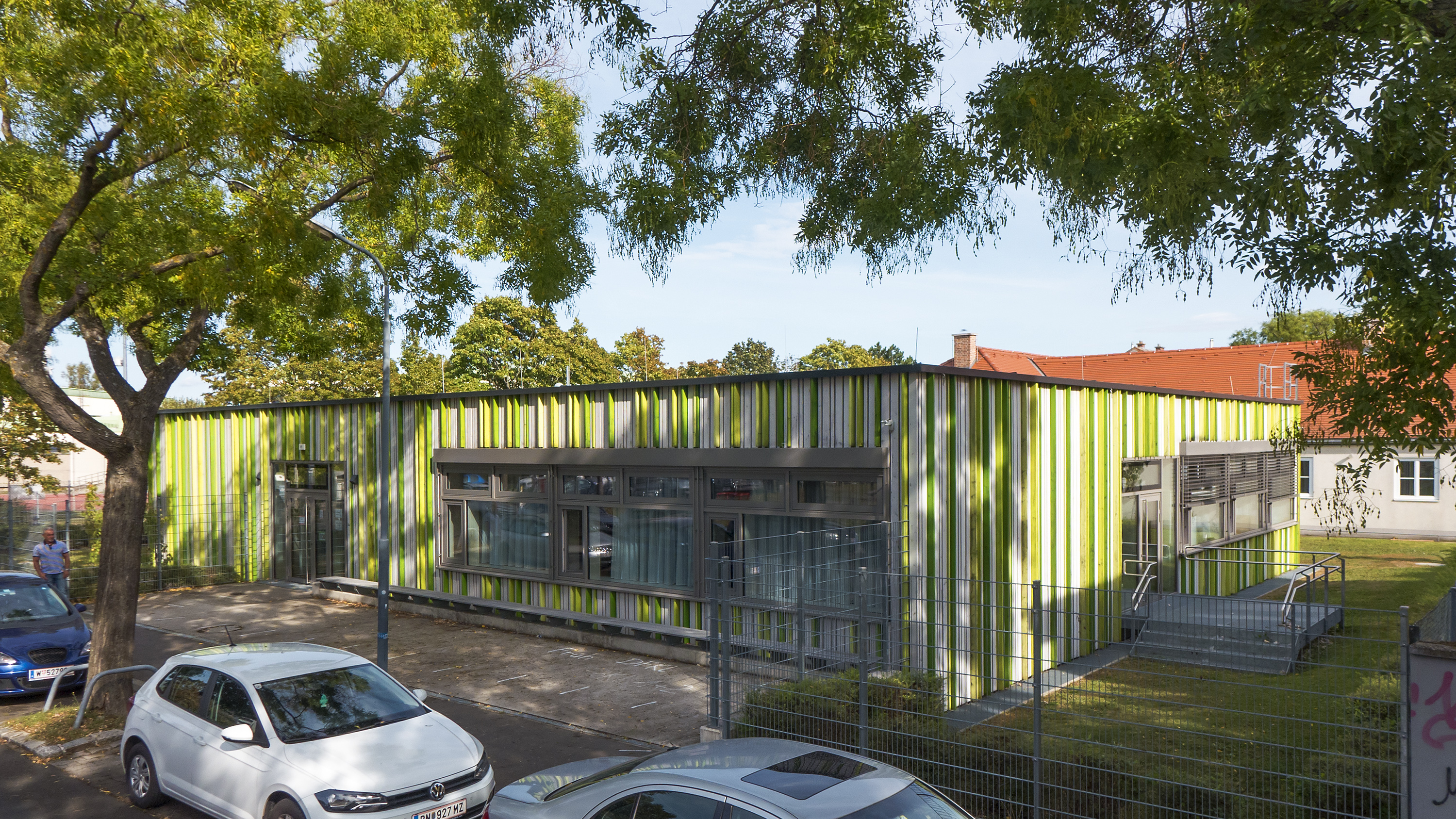
Der Erweiterungsbau an der Josef-Endlweber-Gasse

Die Volksschule Basler Gasse steht in der Basler Gasse Nr. 43 im Bezirksteil Siebenhirten im 23. Wiener Gemeindebezirk Liesing. Der Altbau der Volksschule steht unter Denkmalschutz.

## Geschichte
Die Volksschule der Stadt Wien wurde von 1949 bis 1951 nach den Plänen des Architekten Roland Rainer als sogenannte Freiluftschule erbaut. Finanziert wurde der Schulbau von der Stadt Basel im Rahmen der Hilfsaktion Basel hilft Wien-Liesing. In den 1970er Jahren wurde die Schule mit vier freistehenden Mobilklassen erweitert. Anstatt der Mobilklassen wurde 2012 mit dem Architekten Clemens Kirsch ein Erweiterungsbau geplant und 2014 eröffnet.

## Architektur
Der eingeschoßige massive Gründungsbau hat ein hohes Walmdach. In der Aula ist ein Wandbild mit einer Vedute der Stadt Basel.
Der Erweiterungsbau mit einem Flachdach – zum Altbau mit einem verglasten Verbindungsgang angebunden – besteht zur Gänze aus Holzfertigteilelementen und gruppiert die vier Klassen windmühlenartig um einen zentralen Erschließungsraum. Beim Erweiterungsbau wurde die Möglichkeit einer Aufstockung mitgeplant.